# Лонген
Лонген (нім. Longen) — громада в Німеччині, розташована в землі Рейнланд-Пфальц. Входить до складу району Трір-Саарбург. Складова частина об'єднання громад Швайх-ан-дер-Ремішен-Вайнштрассе.
Площа — 0,97 км2. Населення становить 123 ос. (станом на 31 грудня 2020).

## Галерея

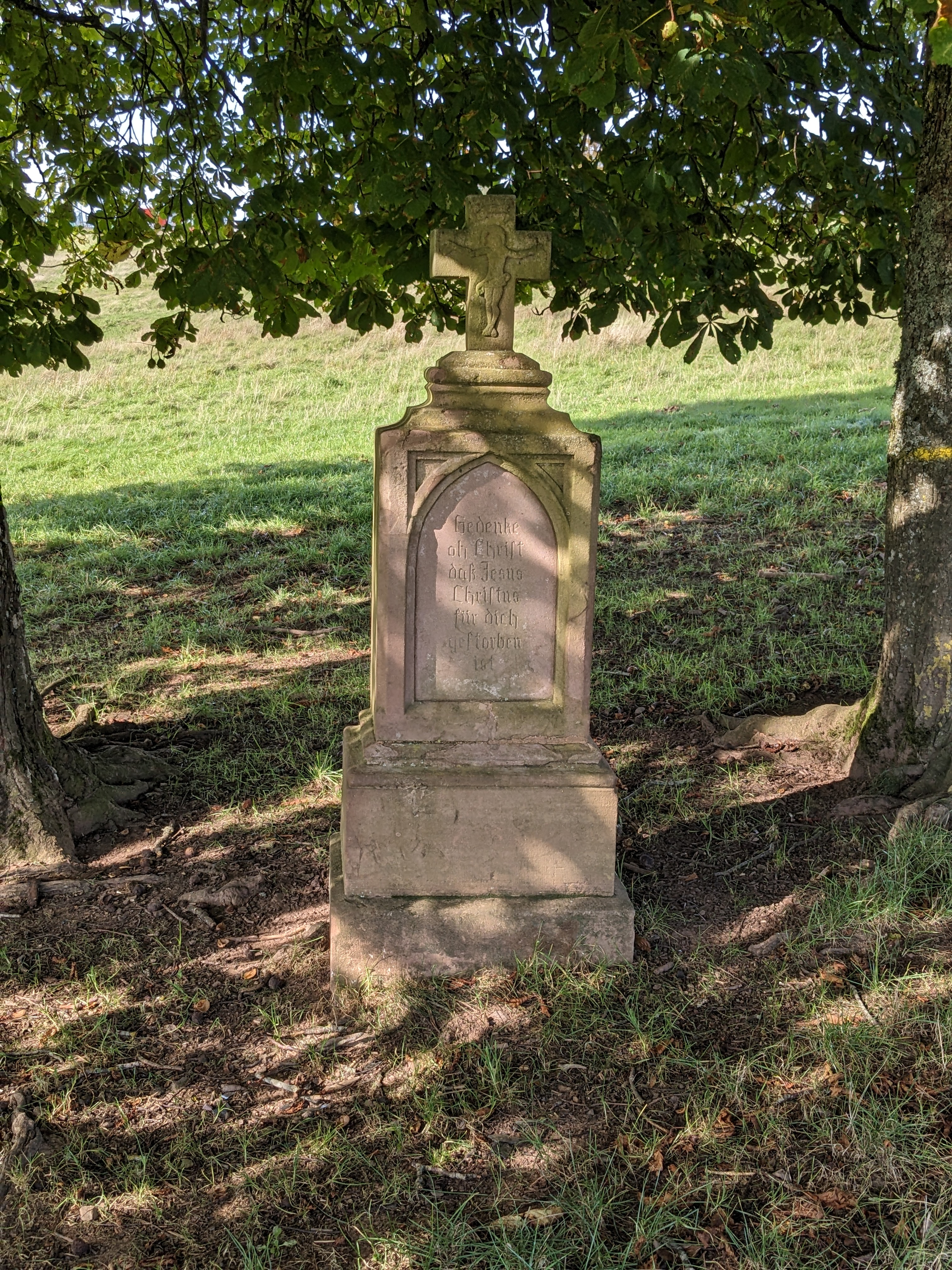